# 唐晓渡
唐晓渡（1954年1月—），江苏仪征人，中国诗人、文学评论家，作家出版社编审、北京大学新诗研究中心特约研究员，中国作家协会会员。1982年毕业于南京大学中文系，获文学学士学位。曾获第十四届华语文学传媒大奖年度文学评论家奖。